# Cosmo Jarvis
Cosmo Jarvis, nome completo Harrison Cosmo Krikoryan Jarvis (Ridgewood, 1º settembre 1989), è un cantautore, polistrumentista e attore britannico.

## Biografia
Nato negli Stati Uniti d'America, in New Jersey, da padre inglese e madre armenoamericana. È cresciuto a Newton Abbot nella contea di Devon, nel Regno Unito, con la madre e il fratello. Da bambino sviluppa una passione per la musica e il cinema, tanto che all'età di dodici anni inizia a scrivere canzoni. Nello stesso periodo realizza video amatoriali utilizzando VHS; uno di questi cortometraggi, The Alley Way, è stato proiettato al SXSW Film Festival.
All'età di sedici anni abbandona gli studi per dedicarsi completamente alla musica e nel 2009, con l'etichetta Wall of Sound, pubblica il suo primo e doppio album Humasyouhitch / Sonofabitch. Il primo album è raccolta di canzoni d'amore di taglio umoristico, mentre il secondo un concept album che racconta di un adolescente alle prese con il divorzio dei genitori. Ma l'album si rivela un flop commerciale e Jarvis e l'etichetta Wall of Sound si separano.
Nel 2011, attraverso l'etichetta 25th Frame Productions, pubblica il suo secondo album Is The World Strange Or Am I Strange?. Il primo singolo estratto è Gay Pirates, un brano stomp folk concepito per contrastare l'omofobia tra i ragazzi. Il brano ha ottenuto un discreto successo e il video, prodotto e diretto dallo stesso Jarvis, è divenuto virale sul web anche grazie al tweet dell'attore Stephen Fry.
Nel 2012, sempre con la 25th Frame Productions, pubblica il suo terzo album Think Bigger. Nello stesso anno realizza il suo primo film, The Naughty Room, che ha interpretato, diretto, scritto e prodotto. Il film è stato trasmesso in anteprima su BBC Four. Da quel momento intraprende la carriera da attore, ottiene un ruolo nel film Spooks - Il bene supremo ed è co-protagonista di Lady Macbeth. Nel 2016 è protagonista del thriller Monochrome.

## Discografia

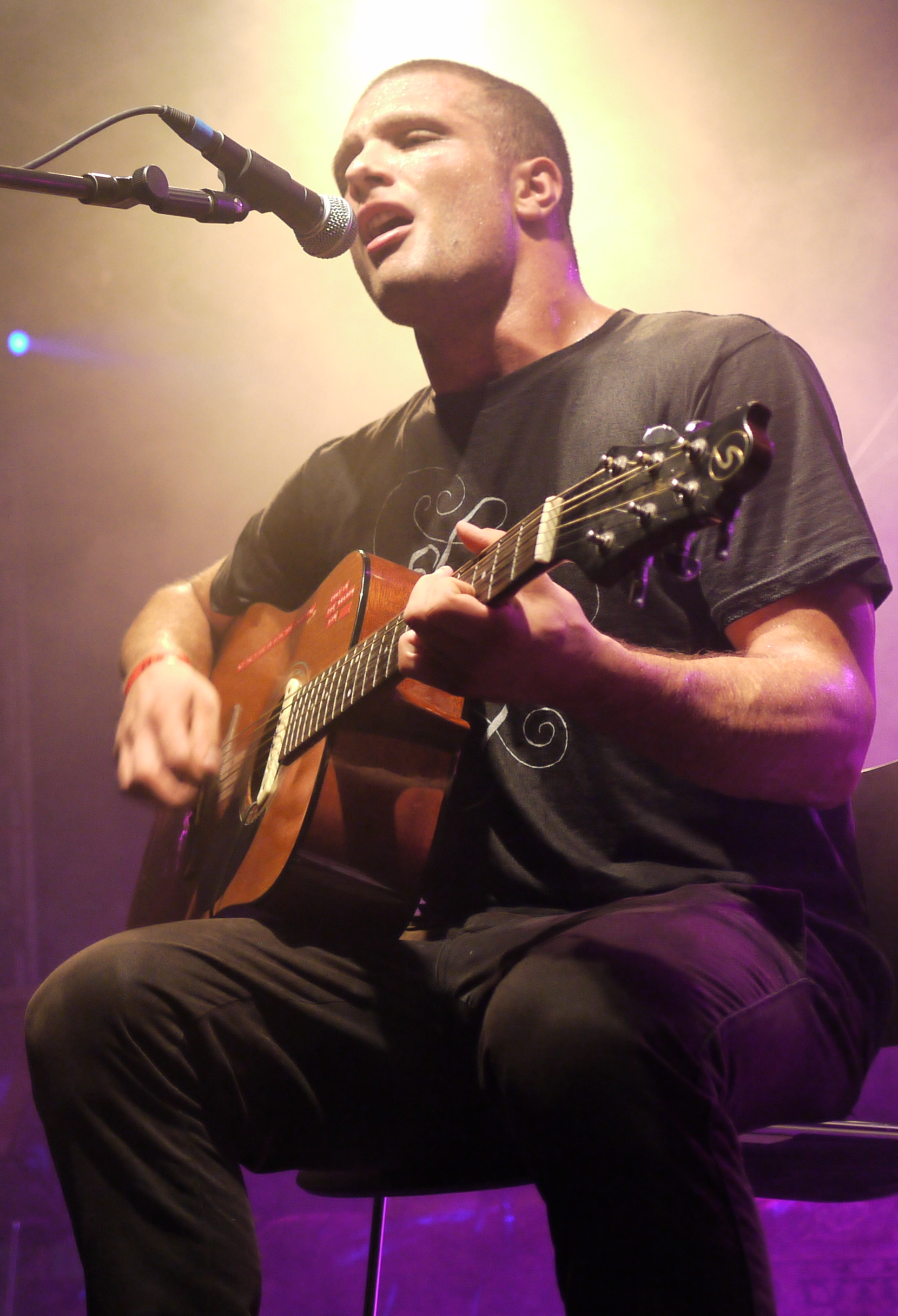
Cosmo Jarvis durante un'esibizione dal vivo nel 2013

### Album
- 2009 – Humasyouhitch / Sonofabitch
- 2011 – Is The World Strange Or Am I Strange?
- 2012 – Think Bigger

### EP
- 2011 – Sure As Hell Not Jesus EP
- 2013 – They Don't Build Hearts Like They Used To

## Filmografia

### Attore

#### Cinema
- The Naughty Room, regia di Cosmo Jarvis (2012)
- Spooks - Il bene supremo (Spooks: The Greater Good), regia di Bharat Nalluri (2015)
- The Habit of Beauty, regia di Mirko Pincelli (2016)
- Lady Macbeth, regia di William Oldroyd (2016)
- Monochrome, regia di Thomas Lawes (2016)
- The Marker, regia di Justin Edgar (2017)
- Annientamento (Annihilation), regia di Alex Garland (2018)
- Hunter Killer - Caccia negli abissi (Hunter Killer), regia di Donovan Marsh (2018)
- L'ombra della violenza (Calm with Horses), regia di Nick Rowland (2019)
- Nocturnal, regia di Nathalie Biancheri (2019)
- L'ora del crepuscolo (The Evening Hour), regia di Braden King (2020)
- Funny Face, regia di Tim Sutton (2020)
- Persuasione (Persuasion), regia di Carrie Cracknell (2022)
- The Alto Knights - I due volti del crimine (The Alto Knights), regia di Barry Levinson (2025)
- Warfare - Tempo di guerra (Warfare), regia di Alex Garland e Ray Mendoza (2025)

#### Televisione
- Moving On – serie TV, 1 episodio (2016)
- Humans – serie TV, 1 episodio (2016)
- My Mother and Other Strangers – serie TV, 2 episodi (2016)
- Vera – serie TV, 1 episodio (2017)
- Peaky Blinders – serie TV, 3 episodi (2019)
- Raised by Wolves - Una nuova umanità (Raised by Wolves) – serie TV, episodi 1x05-1x06-1x08 (2020)
- Shōgun – miniserie TV (2024)

### Regista
- The Naughty Room (2012)

### Sceneggiatore
- The Naughty Room, regia di Cosmo Jarvis (2012)

## Riconoscimenti
- 2017 – British Independent Film Awards[5]
  - Candidatura per il Miglior esordiente

## Doppiatori italiani
Nella versione in italiano delle opere in cui ha recitato, Cosmo Jarvis è stato doppiato da:
- Andrea Mete in Persuasione, Shōgun, The Alto Knights - I due volti del crimine
- Andrea Lavagnino in Lady Macbeth
- Francesco Trifilio in L'ora del crepuscolo
- Edoardo Stoppacciaro in Raised by Wolves - Una nuova umanità